# James Stirling (architect)

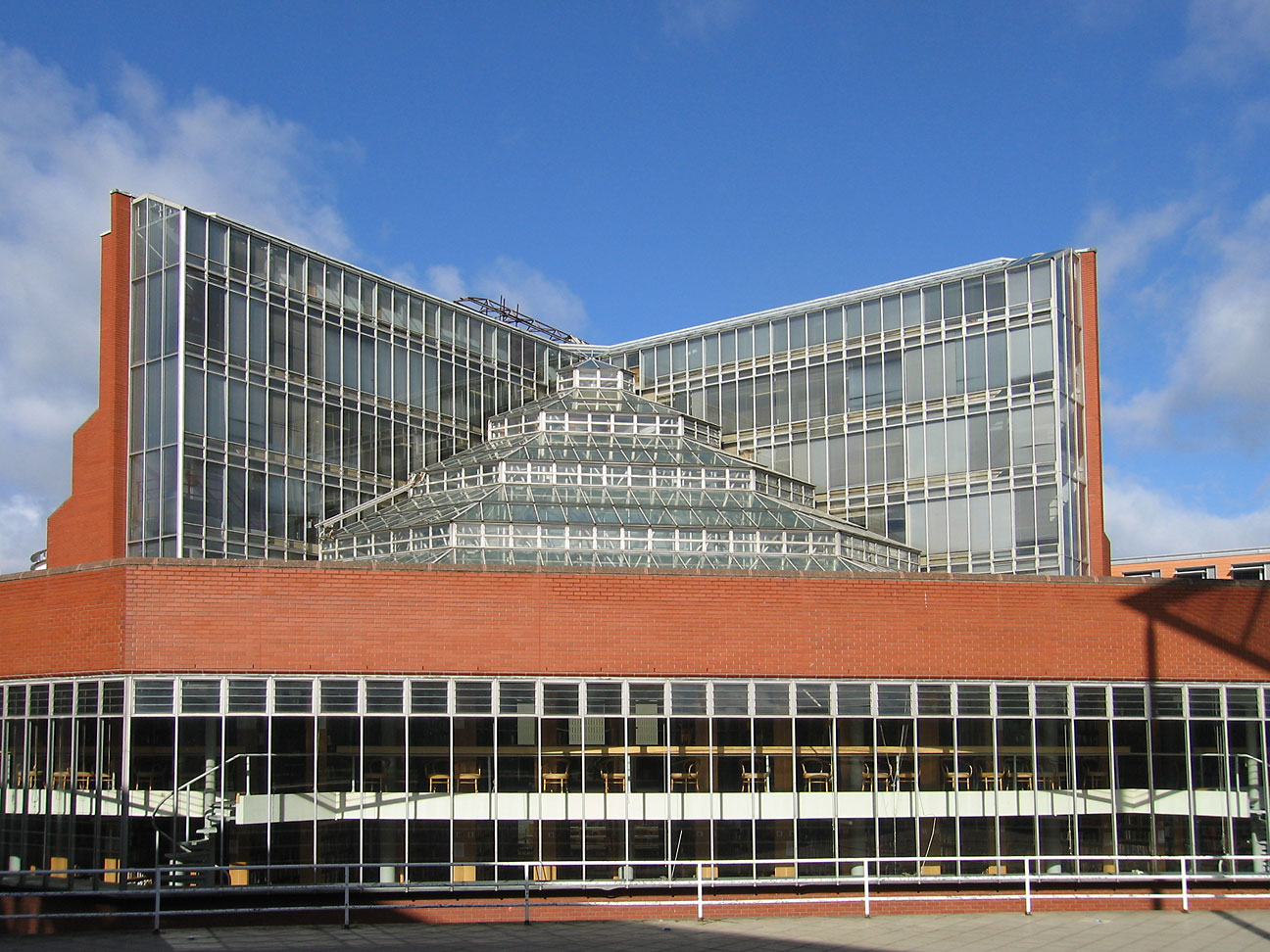
Universiteitsbibliotheek, Cambridge

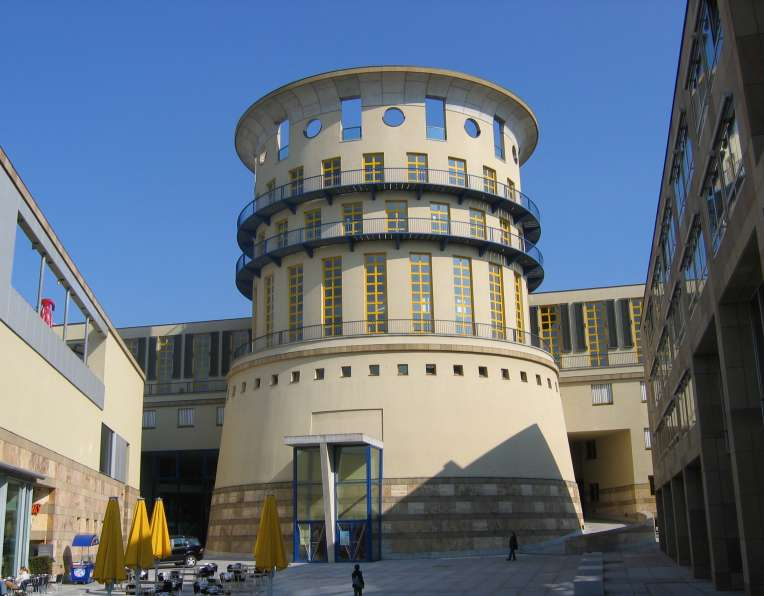
Staatliche Hochschule für Musik und Darstellende Kunst Stuttgart

Sir James Frazer Stirling (Glasgow, 22 april 1926 - Londen, 25 juni 1992) was een vooraanstaand Brits architect.

## Leven
James Stirling studeerde van 1945 tot 1950 architectuur aan de Universiteit van Liverpool. In 1956 richtte hij met James Gowan het architectenbureau Stirling and Gowan op. Het bekendste ontwerp van dit bureau was het gebouw van de ingenieursfaculteit van de Universiteit van Leicester. Vanaf 1971 werkte Stirling samen met Michael Wilford. In die tijd veranderde Stirling van stijl. Stond hij eerst bekend als (Neo) brutalist, vanaf de jaren 70 wordt zijn werk vaak als eclectisch postmodernistisch gezien, hoewel hij zelf bezwaar maakte tegen deze benaming.
In 1977 wint het bureau van Stirling, Wilford en Associates een kleine competitie voor de nieuwbouw van de Staatsgalerie Stuttgart. De bouw ervan vangt aan in hetzelfde jaar. In 1984 wordt de Neue Staatsgalerie officieel geopend. 
In 1981 won Stirling de Pritzker Prize, de hoogste prijs binnen de architectuur. In 1992 werd hij tot ridder geslagen. Na zijn dood in 1992 werden verschillende ontwerpen van Stirling postuum gerealiseerd, waaronder het hoofdgebouw van de Staatliche Hochschule für Musik und Darstellende Kunst Stuttgart en No 1 Poultry in de Londense city.
Eveneens na zijn overlijden werd de belangrijkste jaarlijkse Britse architectuurprijs, uitgereikt door de Royal Institute of British Architects vanaf 1996 de Stirling Prize genoemd.

## Ontwerpen (selectie)
- Gebouw van de ingenieursfaculteit in Leicester, (1959-1963)
- Bibliotheek van de faculteit geschiedenis van de Universiteit van Cambridge, (1964-1967)
- Studentenwoningen bij de Universiteit van St Andrews, (1964-1968)
- Studentenwoningen bij het Queen's College, Universiteit van Oxford, (1966-1971)
- Woningen in Runcorn, (1967-1976)
- Uitbreiding van Rice University in Houston, Texas
- Centrum voor podiumkunsten van de Cornell-universiteit, (1983-1988)
- Neue Staatsgalerie Stuttgart, 1977-1984
- Tate Gallery in Liverpool, (1984-1988)
- Staatliche Hochschule für Musik und Darstellende Kunst Stuttgart, 1993-1994 (postuum)